# Ruswil
Ruswil is een gemeente en plaats in het Zwitserse kanton Luzern en maakte deel uit van het district Sursee tot op 1 januari 2008 de districten van Luzern werden afgeschaft.
Ruswil telt 6.346 inwoners.